# Појетари (Бихор)
Појетари (рум. Poietari) насеље је у Румунији у округу Бихор у општини Покола. Oпштина се налази на надморској висини од 179 m.

## Становништво
Према подацима из 2002. године у насељу је живело 113 становника, од којих су сви румунске националности.